# Veronica Swift
Veronica Swift, född 14 maj 1994 i Charlottesville, Virginia, är en amerikansk jazz- och bebopsångare.

## Karriär
Veronica Swifts karriär inleddes redan när hon som nioåring spelade in sitt första album med Richie Cole och sedan turnerade  med sina föräldrar, pianisten Hod O'Brien och sångerskan Stephanie Nakasian. Efter studier vid University of Miami's Frost School of Music fick hon sin examen 2016. Därefter flyttade Swift till New York, där hon spelade på jazzklubbarna Birdland, Blue Note och Dizzy's Club Coca Cola. Hon uppträdde också med Wynton Marsalis, Chris Botti, Michael Feinstein, Benny Green och Paquito D'Rivera. Hon har också medverkat på flera jazzfestivaler i bland annat Monterey, Montreal, London, Bern och Shanghai. 2019 turnerade hon med pianisten Benny Greens trio. I februari 2020 gästade hon Sverige tillsammans med saxofonisten Jim Snidero och uppträdde på jazzklubbar i Nynäshamn, Uppsala, Kalmar, Eskilstuna och Vallentuna, då med svensk rytmsektion bestående av pianisten Claes Crona, basisten  Hans Backenroth och trumslagaren Bengt Stark.

## Priser & utmärkelser
- 2019 - Bästa nya artist och Bästa album i tidskriften JazzTimes' Readers’ Poll [1]

## Diskografi

### Under eget namn
- 2004 - Veronica's House of Jazz (SNOB, 2004), with Richie Cole, Hod O'Brien, Pete Spaar, Ronnie Free, Stephanie Nakasian
- 2007 - It's Great to Be Alive! (SNOB, 2007), with Harry Allen, Hod O'Brien, Lee Hudson, Neal Miner, Jeff Brillinger, Stephanie Nakasian
- 2015 - Lonely Woman (2015), with Emmet Cohen, Benny Bennack III, Daryl Johns, Matt Wigler, Scott Lowrie
- 2019 - Confessions (Mack Avenue Records) with  Emmet Cohen Trio: Emmet Cohen, piano; Russell Hall, bass; Kyle Poole, drums (1, 2, 4-6, 9-12); Benny Green Trio: Benny Green: piano; David Wong: bass; Carl Allen: drums (3, 7-8).[2][3][4]

### Tillsammans med andra
- 2017 - Jeff Rupert with Veronica Swift Let's Sail Away (Rupe, 2017), with Dan Miller, Christian Herrera, Saul Dautch, Richard Drexler, Charlie Silva, Marty Morell
- 2018 - Benny Green: Then and Now (2018), with Anne Drummond, David Wong, Kenny Washington, Josh Jones